# Sidney Tillim

Sidney Tillim in Raeren/Belgien, November 1990

Sidney Tillim (* 16. Juni 1925 in Brooklyn, New York City; † 16. August 2001 in Manhattan, New York City) war ein US-amerikanischer Künstler und Kunstkritiker, bekannt für seine eigenwillige Malerei und unabhängige Sichtweise auf die moderne Kunst im Nachkriegsamerika. Tillim, der in den 1970er Jahren für seine Wiederbelebung der Historienmalerei bekannt wurde, wechselte während seiner gesamten Laufbahn zwischen dem Figürlichen und dem Abstrakten. Auch wenn er über ein breites Themenspektrum für Artforum und Arts Magazine schrieb, wird er am ehesten noch mit der Vertretung von gegenständlicher Kunst identifiziert, als dies nur noch wenige taten.

## Jugendjahre und Erziehung
Geboren 1925 in Brooklyn, New York, wuchs Sidney Tillim in Norfolk (Virginia), auf, wo er als junger Teenager zweimal die Tidewater Marbles Championship (1938, 1939) gewann. Während der Sommermonate 1946 und 1947, berichtete er über die Baseball-Spiele der Piemont League für den Norfolk Ledger-Dispatch, der auch seine Baseball-Zeichnungen veröffentlichte. Als frühe Beeinflusser aus jenen Jahren gab er die Cartoonisten Milton Caniff und Willard Mullin an. Tillim ging an die Syracuse University, um Journalismus zu studieren, wechselte jedoch nach einem Jahr schließlich zur Bildenden Kunst. Er erwarb 1950 einen BFA (Bachelor of Fine Arts) in Malerei und Illustration mit der Bestnote „magna cum laude“. Im College interessierte er sich für gegenständliche und abstrakte Künstler wie Ben Shahn, Paul Klee, Wassily Kandinsky, für die Kubisten und Piet Mondrian.
Nach seinem Abschluss ging Tillim nach Kalifornien, wo er eine Reihe von Jobs annahm, während er malte, Gedichte schrieb und spielte. In Monterey hatte er 1952 seine erste Einzelausstellung und veröffentlichte einen Gedichtband, über den der Beat-Generation-Dichter Lawrence Ferlinghetti schrieb: „Here is a small collection of a painter's poetry..... Er scheut sich nicht davor, eine starke Sprache zu benutzen - wenn er Dung sieht, benennt er ihn. Wenn sein Körper brennt, sagt er das. Das ist vielversprechend.“
1953 kehrte Tillim nach New York zurück, wo er seine Karriere etablieren sollte.

## Malerei
Tillim hatte über zwanzig Einzelausstellungen und nahm während seiner gesamten Karriere an vielen Gruppenausstellungen teil, von „22 Realisten“ im Whitney Museum of American Art 1970 über das „Whitney Annual¡“ 1972 bis hin zur großen „Slow Art 1992: Painting in New York Now¡“ im MoMA PS1 und mehr. Im Jahr 2002, ein Jahr nach seinem Tod, veranstaltete das Bennington College eine große Retrospektive mit dem Titel „Sidney Tillim: A Life in Pictures“ (92 Gemälde plus Zeichnungen und Grafiken).
Tillims erste Einzelausstellung in New York fand 1960 statt (geometrische Abstraktionen und gegenständliche Kunst). Erst Mitte der sechziger Jahre begann er mit großen erzählerischen Gemälden persönlicher, historischer und aktueller Ereignisse, darunter „The Death of Malcolm X“, 1965 (unvollendet); „Champion“, 1966 („Eine Art Historienmalerei... der psychologischen Realität unserer Zeit....[Es geht] um die säkulare Erfahrung und um den 'Helden' dieser Erfahrung, den säkularen Mann“), „Wehklage (für Kate Houskeeper)“, 1970 (ein Durchbruch für ihn, würde Tillim später sagen, als er für sich ein stringentes Narrativ produzierte); „Graf Zinzendorf, von Indianern erschreckt“, 1972 („Ich benutze einen früheren Rassenkonflikt, um den aktuellen zu kommentieren“); John Adams nimmt den Retainer an, um die britischen Soldaten zu verteidigen, die im Bostoner Massaker 1974 angeklagt wurden (inspiriert durch Campus-Aufstände nach den Schießereien im Kent-State-Massaker); und „The Capture of Patty Hearst“, 1978.
In den sechziger und siebziger Jahren war Tillim durch den Avantgarde-Kunsthändler Richard Bellamy und durch die Galerie Robert Schoelkopf vertreten, ein Schaufenster für zeitgenössische figurative Kunst. In diesen Jahren wurden seine bedeutenden erzählerischen und gegenständlichen Gemälde für das Hirshhorn Museum and Sculpture Garden, Washington, D.C.; „mumok“, Wien (Museum Moderner Kunst Stiftung Ludwig Wien);; die Michener Art Collection an der University of Texas in Austin sowie das Weatherspoon Art Museum, University of North Carolina in Greensboro erworben. Die Kunstgalerie von Alberta erwarb für Eden Retold eine Folge von 31 Zeichnungen (eine Serie von Gemälden, die Tillim nach dem Gedicht von Karl Shapiro, „Adam und Eva“, gemalt hat). Eine weitere Zeichnung für diese Serie – The Song, 1970 – befindet sich in der Sammlung des Museum of Modern Art in New York City. Als die figurative Kunst für die Kunstwelt interessant wurde, kehrte Tillim, einst an vorderster Front des Trends, zur harten Abstraktion zurück. „Die Idee war, nur Bilder zu malen, nicht Kunst zu machen... [Bugs Bunny Meets the Sublime; Fair Shake; Jackhammer] sind der Höhepunkt der ersten Periode (beachte die Größe der Bilder!)... Ich wollte eine Art von Humor, aber auch abstrakt, um den Anspruch zu entleeren. Kunst zu machen ist anspruchsvoll.“
Tillim begann 1979 den Übergang weg von der „geraden“ figurativen Kunst im Stil des Kubo-Expressionismus wie in An American Tragedy (der Schriftsteller Norman Mailer ersticht seine Frau auf einer Party). Sein narratives Werk in diesem kurzlebigen Stil brachte einige der besten Kritiken hervor, die er noch erhalten sollte, während sein völlig abstraktes Werk jahrelang keine Aufmerksamkeit erregte.